# Aina Laura Rasoanaivo Razafy
Aina Laura Rasoanaivo Razafy, née le 24 janvier 2004, est une judokate malgache.

## Carrière
Aina Laura Rasoanaivo Razafy commence à pratiquer le judo à l'âge de 10 ans.
Elle est sacrée championne d'Afrique juniors dans la catégorie des moins de 70 kg en 2022 à Nairobi et en 2023 à Antananarivo.
Évoluant chez les seniors depuis 2023, elle est médaillée d'or dans la catégorie des moins de 70 kg aux Jeux de la Francophonie à Kinshasa, aux Jeux des îles de l'océan Indien 2023 à Antananarivo (après avoir aussi remporté l'or en 2019 à Maurice) ainsi qu'aux championnats d'Afrique 2023 à Casablanca et aux Jeux africains de 2023 à Accra. Elle est médaillée de bronze aux Championnats d'Afrique de judo 2024 au Caire.
Elle est médaillée d'or dans la catégorie des moins de 70 kg aux Championnats d'Afrique 2025 à Abidjan, s'imposant en finale face à la Camerounaise Zita Ornella Biami.